# Arroyo de Abelleira
El arroyo de Abelleira es un corto río del concejo de Monfero, en la provincia de La Coruña. Es afluente del río Fray Bermuz. El arroyo también se llama rego dos Curros y nace en el parque natural de Las Fragas del Eume, bajo el alto da Carda. Sigue dirección N, hasta llegar a las ruinas del pueblo de Os Curros, donde se tuerce hacia NO, hasta llegar al paraje monte dos Castelos, saliendo del parque natural, y donde desemboca su afluente principal, el rego das Casas. Se tuerce hacia el O, entre los pueblos de Os Casas, As Leiras y O Pico da Meda. Después, hace un meandro a la altura del pueblo de A Maceira, hasta desembocar en el Fray Bermuz, cerca de un molino. 